# Rick Barry
Richard (Rick) Francis Dennis Barry III (ur. 28 marca 1944 w Elizabeth) – amerykański koszykarz, występujący na pozycji niskiego skrzydłowego, mistrz NBA (1975), członek Koszykarskiej Galerii Sław im. Naismitha.
Mierzący 201 cm wzrostu koszykarz studiował na University of Miami, gdzie w latach 1962–1965 grał w drużynie uczelnianej Miami Hurricanes. Do NBA został wybrany z 2. numerem w drafcie 1965 przez San Francisco Warriors. W NBA rozegrał dwa sezony, w pierwszym z nich zostając debiutantem roku, w drugim natomiast królem strzelców. Koszykarz należy do elitarnego klubu 25K.
Ze względu na konflikt z właścicielem Warriors – Franklinem Mieuli, który nie wypłacił mu pieniędzy, na które liczył Barry zdecydował się na przyłączenie do zespołu Oakland Oaks z ligi ABA, gdzie mógł liczyć na lukratywny kontrakt oraz grę dla swojego teścia – Bruce’a Hale’a. Sąd zadecydował jednak, że ze względów prawnych oraz „klauzuli rezerwy” zawartej w jego kontrakcie z Warriors Barry nie może dołączyć do ligi od razu i musi przeczekać okres karencji. Z tego właśnie powodu został on pozbawiony roku rozgrywek. Do ABA dołączył dopiero w trakcie sezonu 1968/69. Grał w niej do 1972, kiedy to wrócił do Warriors.
W 1969 został uzyskał najwyższą średnią punktów (34) w ABA, ale ze względu na zbyt małą liczbę rozegranych spotkań (35) nie został oficjalnie sklasyfikowany na liście najlepszych strzelców ligi. Pomimo tego w wielu publikacjach jest określany mianem lidera strzelców ABA z 1969 roku, co jest błędem.
Z Golden State Warriors (zmiana nazwy organizacji) w 1975 zdobył mistrzostwo NBA i otrzymał tytuł MVP finałów. Osiem razy brał udział w NBA All-Star Game. Karierę zakończył w Houston Rockets w 1979. Znany był ze specyficznego sposobu wykonywania rzutów wolnych – piłkę wyrzucał od dołu. Jest najlepiej wykonującym rzuty wolne zawodnikiem w historii ABA. Określa się go również mianem jedynego zawodnika w historii, który zdobył tytuły lidera strzelców w NCAA, ABA oraz NBA. Jest to jednak błąd, o którym wspomniano już powyżej. Pojawił się on w wyniku powielania przez lata niepotwierdzonych statystykami informacji, które zostały zweryfikowane dopiero w dobie internetu oraz powszechnego dostępu do danych.
W 1996 znalazł się gronie 50. najlepszych graczy w historii NBA, natomiast rok później w składzie najlepszych zawodników w historii ligi ABA.
Czterej jego synowie, Scooter, Jon, Brent i Drew, kontynuowali rodzinną tradycję, grając profesjonalnie w koszykówkę (trzej ostatni w NBA). Brent z San Antonio Spurs w latach 2005 i 2007 zdobywał pierścienie mistrzowskie, a Drew grał m.in. w Prokomie Sopot.

## Osiągnięcia

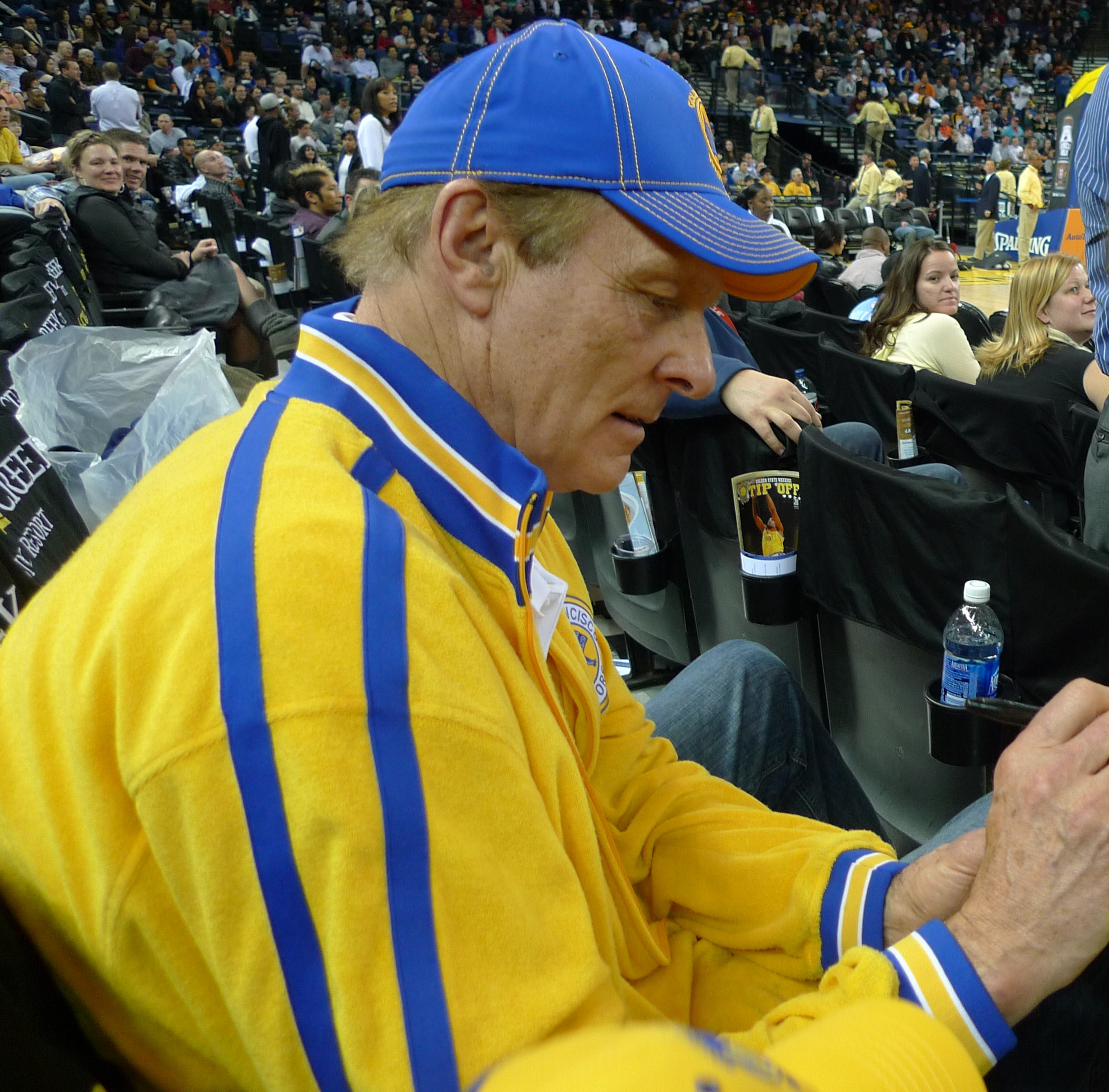
Barry w 2011.

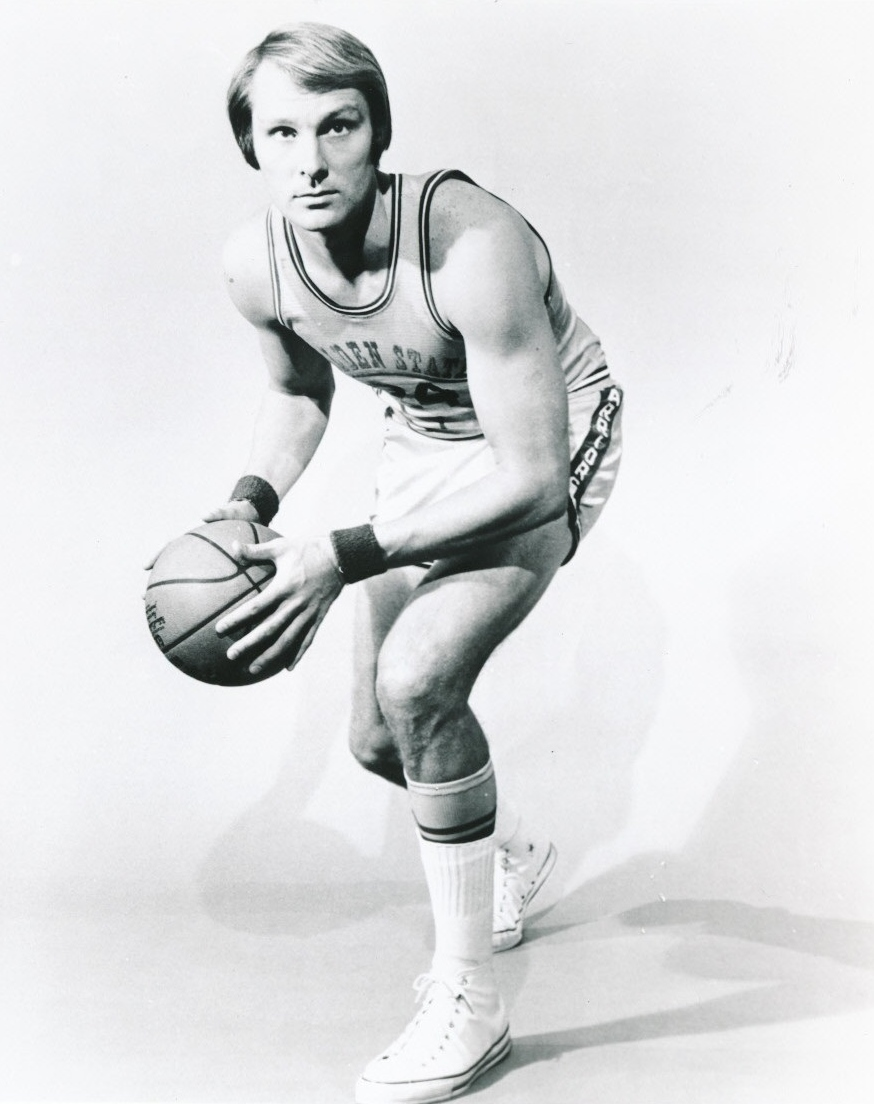
Barry w barwach Golden State Warriors (1972).

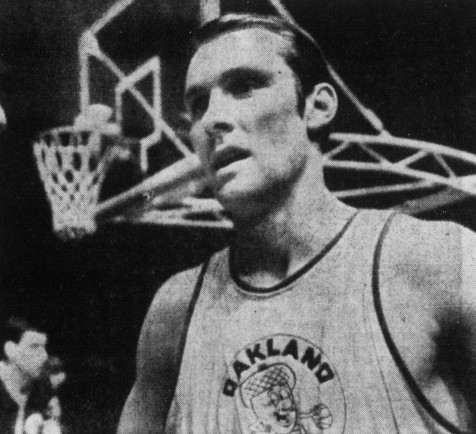
Barry przed spotkaniem gwiazd ABA w Louisville (1969).

### NCAA
- Wybrany do:
  - I składu All-American (1965)[16]
  - Akademickiej Galerii Sław Koszykówki (2006)[17]
- Lider strzelców NCAA Division I (1965)[18]

### ABA
- Mistrz ABA (1969)[19]
- Wicemistrz ABA (1972)[20]
- Uczestnik meczu gwiazd:
  - ABA (1969–1972)[7]
  - NBA vs ABA (1971–1972)[21][22]
- Zaliczony do:
  - I składu ABA (1969–1972)[23]
  - składu najlepszych zawodników w historii ligi ABA (ABA’s All-Time Team – 1997)[13]
- Lider:
  - sezonu regularnego w skuteczności rzutów wolnych (1969)[8]
  - play-off w:
    - średniej zdobytych punktów (1970, 1971)[24]
    - liczbie celnych rzutów:
      - wolnych (1972)[25]
      - za 3 punkty (1972)[26]

    - skuteczności rzutów za 3 punkty (1971)[27]

Rekordy ABA
- Lider wszech czasów ABA w:
  - średniej punktów (30,5)[28]
  - skuteczności rzutów wolnych (87,98%)[11]
  - średniej punktów uzyskanych w play-off (33,5)[29]
- Rekordzista ABA w:
  - średniej punktów (40,1) uzyskanych w trakcie pojedynczego sezonu (1970) w play-off[29]
  - liczbie celnych rzutów wolnych z rzędu (23), uzyskanych w trakcie pojedynczego spotkania[9]

### NBA
- Mistrz NBA (1975)[10]
- Wicemistrz NBA (1967)[10]
- MVP:
  - finałów NBA (1975)[10]
  - NBA All-Star Game (1967)[30]
  - tygodnia NBA (10.02.1980)[31]
- Uczestnik meczu gwiazd:
  - NBA (1966–1967 1973–1978)[32]. Z powodu kontuzji nie wystąpił w 1973 roku.
  - Legend NBA (1984, 1985, 1988–1992)[33]
- Wybrany do:
  - I składu:
    - NBA (1966–1967, 1974–1976)[34]
    - debiutantów NBA (1966)[35]

  - II składu NBA (1973)[34]
  - grona 50 Najlepszych Zawodników w Historii NBA (NBA’s 50th Anniversary All-Time Team – 1996)[12]
  - składu najlepszych zawodników w historii NBA, wybranego z okazji obchodów 75-lecia istnienia ligi (2021)[36]
  - Koszykarskiej Galerii Sław (Naismith Memorial Basketball Hall Of Fame – 1987)[1]
- Debiutant Roku NBA (1966)[4]
- Lider:
  - sezonu zasadniczego w:
    - średniej punktów (1967)[37]
    - przechwytach (1975)[38]
    - skuteczności rzutów wolnych (1973, 1975-1976, 1978-1980)[39]

  - play-off w:
    - średniej zdobytych punktów (1967)[24]
    - liczbie celnych rzutów wolnych (1967)[25]
- Klub Golden State Warriors zastrzegł należący do niego w numer 24[40]